# Châtillon (Île-de-France)
Châtillon (noto fino al 1896 come Châtillon-sous-Bagneux) è un comune francese di 36 639 abitanti situato nel dipartimento dell'Hauts-de-Seine nella regione dell'Île-de-France.

## Società

### Evoluzione demografica
Abitanti censiti

## Amministrazione

### Gemellaggi
- Genzano di Roma
- Merseburg
- Aywaille